# Bukayr ibn Màhan
Abu-Hàixim Bukayr ibn Màhan o senzillament Bukayr ibn Màhan fou un polític abbàssida, originari del Sidjistan (Sistan). En un principi fou secretari del governador del Sind al-Junayd ibn Abd-ar-Rahman i el 720/721 es va integrar en l'oposició als omeies captat per Màysara al-Abdí i Muhàmmad ibn Khumays i va donar la seva fortuna a la causa. A la mort de Maysara el 723/724 va assolir la direcció del moviment i va fer gran activitat propagandística al Khorasan. El 725/726 va enviar a la regió diversos predicadors que foren tots capturats o morts pel governador Àssad ibn Abd-Al·lah, excepte Ammar al-Abadí. El 736 va nomenar cap a Ammar ibn Yazid, al front dels que havien estat alliberats darrerament. Ammar es va establir a Merv i prengué el nom de Khaddash, però va acabar adoptant les doctrines khurramites i finalment fou capturat i executat. En aquesta situació l'imam Muhammad va enviar a Bukayr a Khorasan per investigar la causa de la conversió a les doctrines khurramites, fou mal rebut però en un segon intent va convèncer els antics partidaris de tornar a la doctrina original. El 741/742 va tornar a Iraq i va tenir reunions polítiques a Kufa fins que fou empresonat; a presó va portar a la seva causa a Isa ibn Makil, que la tradició fa l'amo d'un esclau de nom Abu-Múslim. Alliberat va tornar al Khorasan el 743/744 on va anunciar la mort de l'imam Muhàmmad i la proclamació del seu fill Ibrahim. Va tornar a Iraq i va morir el 744/745 després de designar successor al front del moviment a Abu-Salama Hafs ibn Sulayman.